# Rejon Bakaj-Ata
Rejon Bakaj-Ata (kirg. Бакай-Ата району; ros. Бакай-Атинский район) – rejon w Kirgistanie w obwodzie tałaskim. W 2009 roku liczył 44 057 mieszkańców (z czego 50,5% stanowili mężczyźni) i obejmował 8326 gospodarstw domowych. Siedzibą administracyjną rejonu jest Bakaj-Ata.